# Пентадий
Пентадий (на латински: Pentadius; 354 – 361 г.) е офицер на Римската империя през края на 4 век.
През 354 г. той е в на служба като notarius и император Констанций II го изпраща в Пула, където е арестуваният Констанций Гал. Заедно с Аподемий и Серениан те го екзекутират.
През 358 г. е повишен в ранг magister officiorum от новия цезар на Запада Юлиан Апостат, брат на Гал.